# 小行星5497
小行星5497（英語：5497 Sararussell）是一颗围绕太阳公转的小行星。1975年9月30日，舒爾特·巴斯在帕洛马山发现了此天体。
这颗小行星的绝对星等为294.84936等。